# Walther Hesse
Pour les articles homonymes, voir Hesse.
 (avril 2024).
Si vous disposez d'ouvrages ou d'articles de référence ou si vous connaissez des sites web de qualité traitant du thème abordé ici, merci de compléter l'article en donnant les références utiles à sa vérifiabilité et en les liant à la section « Notes et références ».
Walther Hesse (27 décembre 1846 - 19 juillet 1911) est un médecin et microbiologiste allemand, surtout connu pour ses travaux de développement de l'Agar-agar comme milieu de culture de micro-organismes, codécouvert avec son épouse Fanny.

## Biographie
Walter Hesse est né le 27 décembre 1846 à Bischofswerda, Lusace dans une famille de 12 enfants. Son père est médecin. Il suit ses études à l'École Sainte-Croix de Dresde puis étudie la médecine à l'université de Leipzig avec Ernst Leberecht Wagner (en) de 1866 à 1870, date à laquelle il obtient son doctorat en pathologie. En 1870, il participe à la Guerre franco-allemande de 1870 et en particulier prend part à la Bataille de Saint-Privat.
De 1872 à 1873, il devient médecin de bord sur la ligne New York. Il y effectue ce que le professeur havrais Gavingel classe comme la première étude scientifique sur le mal de mer. Il rencontre l'américaine Angelina Fanny Eilshemius "Lina" et l'épouse en 1874 à Genève.
Après quelques années en tant que médecin à Pirna et Zittau, Hesse se rend à Schwarzenberg, Saxe en 1877. Il y étudie le « Mal des montagnes de Schneeberger », responsable de la mort de mineurs des Monts Métallifères et l'attribue aux conditions de travail des mineurs, qui y développement des maladies intérieures (cancer du poumon). Pendant son séjour à Schwarzenberg, il travaille pendant un an avec Max Joseph von Pettenkofer à Munich pour approfondir ses connaissances en hygiène du travail.
En 1881, Walther Hesse et sa femme rejoignent le laboratoire de Robert Koch, lui à un poste de chercheur postdoctoral pour étudier la qualité de l'air, elle en tant que technicienne non rémunérée (elle réalise les illustrations de préparations microscopiques publiées par son mari). Hesse était convaincu que les micro-organismes étaient présents partout, même dans l'eau et dans l'air. Il utilise une série de filtres, fabriqués principalement en ouate, pour tenter de capturer et d'observer les micro-organismes. Lors de la culture des organismes piégés avec son filtre, il utilise un milieu contenant de la gélatine capable de se solidifier. Cependant, la gélatine présente le défaut de fondre, ce qui lui occasionne de nombreuses frustrations pendant les mois d'été, voyant les expériences ruinées par la chaleur ou par les bactéries protéolytiques cultivées.
La légende raconte qu'au cours d'un pique-nique avec sa femme, il lui demande comment cela se fait que les gelées et les puddings qu'elle a apportés ne fondent pas sous la chaleur de l'été. Elle lui répond qu'elle utilise de l'agar-agar apporté par un ancien voisin néerlandais de New-York qui avait voyagé en Indonésie et vécu à Java où il s'agissait d'un ingrédient souvent utilisé. Hesse puis Koch prennent alors l'habitude de l'utiliser au laboratoire, notamment pour faire pousser des bactéries de la tuberculose.
Hesse part ensuite à Dresde en tant que médecin de district et exploitant d'un laboratoire de université technique de Dresde avec Walther Hempel (de). Il poursuit ses travaux scientifiques sur le typhus, choléra et la diphtérie. Il cherche à découvrir les fondements microbiologiques de ces maladies, et utilise pour cela les boîtes de Petri qu'il a participé à créer. Il introduit la technique de pasteurisation à la laiterie locale.
Lui et sa famille sont enterrés au cimetière de Serkowitz, aujourd'hui quartier de Radebeul.